# ヴィエンヌ県
ヴィエンヌ県（ヴィエンヌけん、仏: Vienne、フランス語発音: [vjɛn]）は、フランスのヌーヴェル＝アキテーヌ地域圏にある県である。県名はヴィエンヌ川に由来する。

## 地理
地域圏の北東部を占め、ドゥー＝セーヴル県、シャラント県、メーヌ＝エ＝ロワール県、アンドル＝エ＝ロワール県、オート＝ヴィエンヌ県と接する。
ヴィエンヌの気候は海洋性気候が支配的である。実際にヨーロッパ大陸の西側にあって大西洋に近く、夏は涼しく冬は穏やかである。県の年間平均気温が14.4℃であることで、上記の理由が証明される。降水量については、県の北部と南部の地理的状況に応じて、600mmから850mmの範囲である。平均年間日照時間は1900時間近い。

## 歴史

1790年以前の州で色分けされたヴィエンヌ県の地図: ポワトゥー、アンジュー、トゥーレーヌ、ラ・マルシュ

フランス革命期の1790年3月4日に設置された83県のひとつで、それまでのポワトゥー、トゥーレーヌ、ラ・マルシュの各州の一部を合併して生まれた。
第二次世界大戦中、1939年9月からモゼル県出身の54,000人の避難民（メスの師範学校の学生も含む）をヴィエンヌ県は受け入れた。加えて、リモージュからポワティエに至る道路沿いには、スペイン内戦を逃れてきた難民を収容する収容所が設置された。さらには1941年にはジロンド県の避難民、1942年にはセーヌ＝エ＝オワーズ県から疎開した子供たち、1943年のナント地域爆撃の被害者3万人、そして1944年にはシャラント＝マリティーム県沿岸地域から強制的に退去させられた人々をも受け入れた。1940年の5月から6月の間、ベルギー政府がポワティエに移転し、議会がリモージュに置かれていた。6月下旬、県は14世紀以来初めて、外国からの侵略の対象になった。県は線で二分され、ドイツ兵2万人が駐留することになったのである。
国道147号線途上、ポワティエ近郊にある流浪者収容所は、1939年よりスペイン難民を受け入れるようになった。また、1940年終わりにはポワティエ駐留のドイツ軍コマンダントゥールにも使われ、ロマの人々が閉じ込められていた。ドランシー収容所へ送られる前のユダヤ人たちを収容していたこともある。コマンダントゥールと県がよく協力していたため、ごく少数のユダヤ人が助かっただけだった。合計で1600人近く（アウシュビッツ強制収容所で殺害されたラビ、エリー・ブロシュも含まれる）がここからドランシ収容所へ送られた。この収容所には共産主義活動家、レジスタンス活動家の配偶者も入れられていた。
戦後、戦争捕虜を県内各地で収容することになり、一部はかつてのドイツの収容所に入れられた。

## 経済
1819年に創業した兵器工場は1968年に閉鎖された。以降、建物は軍事アーカイブの博物館、そしてアイスリンクとして使われている。

## 人口統計
| 1801年  | 1831年  | 1841年  | 1851年  | 1856年  | 1861年  | 1866年  |
| ------- | ------- | ------- | ------- | ------- | ------- | ------- |
| 240.990 | 282.731 | 294.250 | 317.305 | 322.585 | 322.028 | 324.527 |
| 1872年  | 1876年  | 1881年  | 1886年  | 1891年  | 1896年  | 1901年  |
| 320.598 | 330.916 | 340.295 | 342.785 | 344.355 | 338.114 | 334.343 |
| 1906年  | 1911年  | 1921年  | 1926年  | 1931年  | 1936年  | 1946年  |
| 333.621 | 332.276 | 306.248 | 310.474 | 303.072 | 306.820 | 313.932 |
| 1954年  | 1962年  | 1968年  | 1975年  | 1982年  | 1990年  | 1999年  |
| 319.208 | 331.619 | 340.256 | 357.366 | 370.428 | 380.005 | 399.024 |
| 2006年  | 2010年  |         |         |         |         |         |
| 418,460 | 427,103 |         |         |         |         |         |

出典:INSEE、2006年, 2010年

## ギャラリー

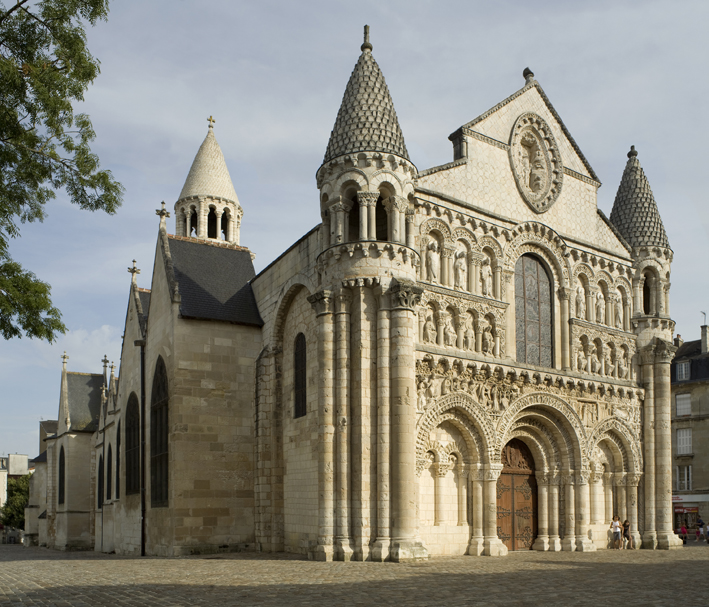
ポワチエのノートル＝ダム・ラ・グラン教会
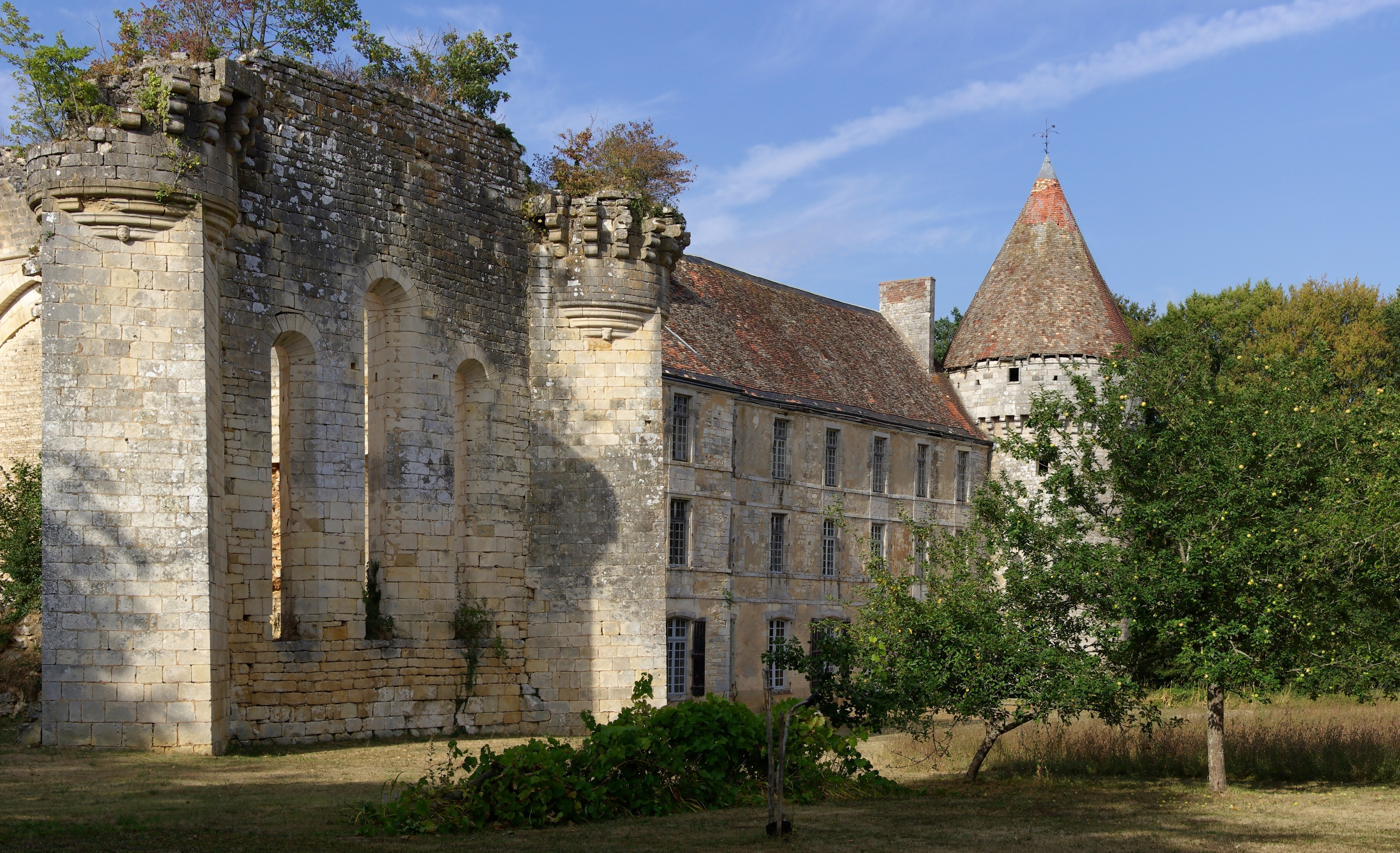
サン＝マルタン＝ラール
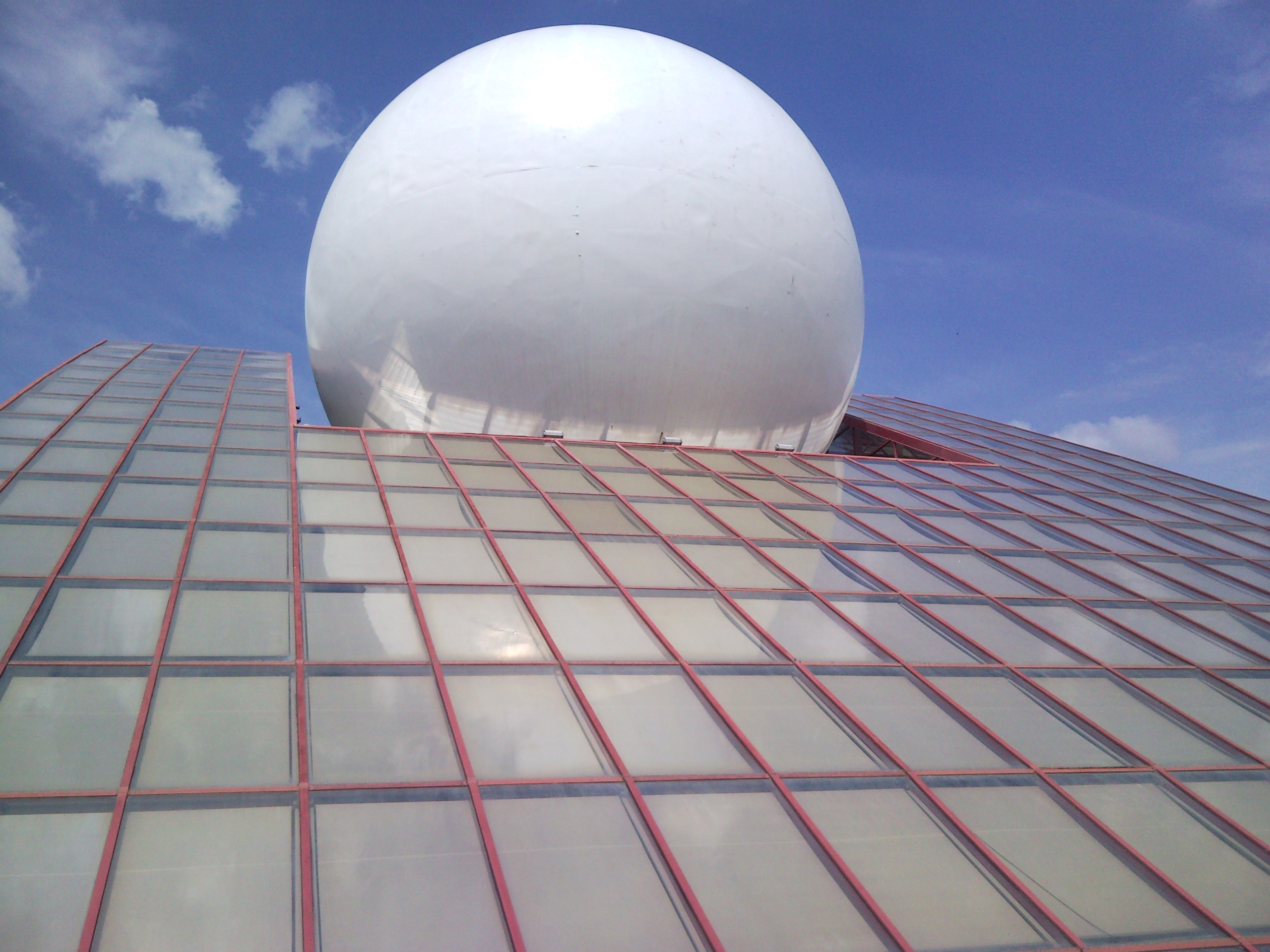
フュテュロスコープ
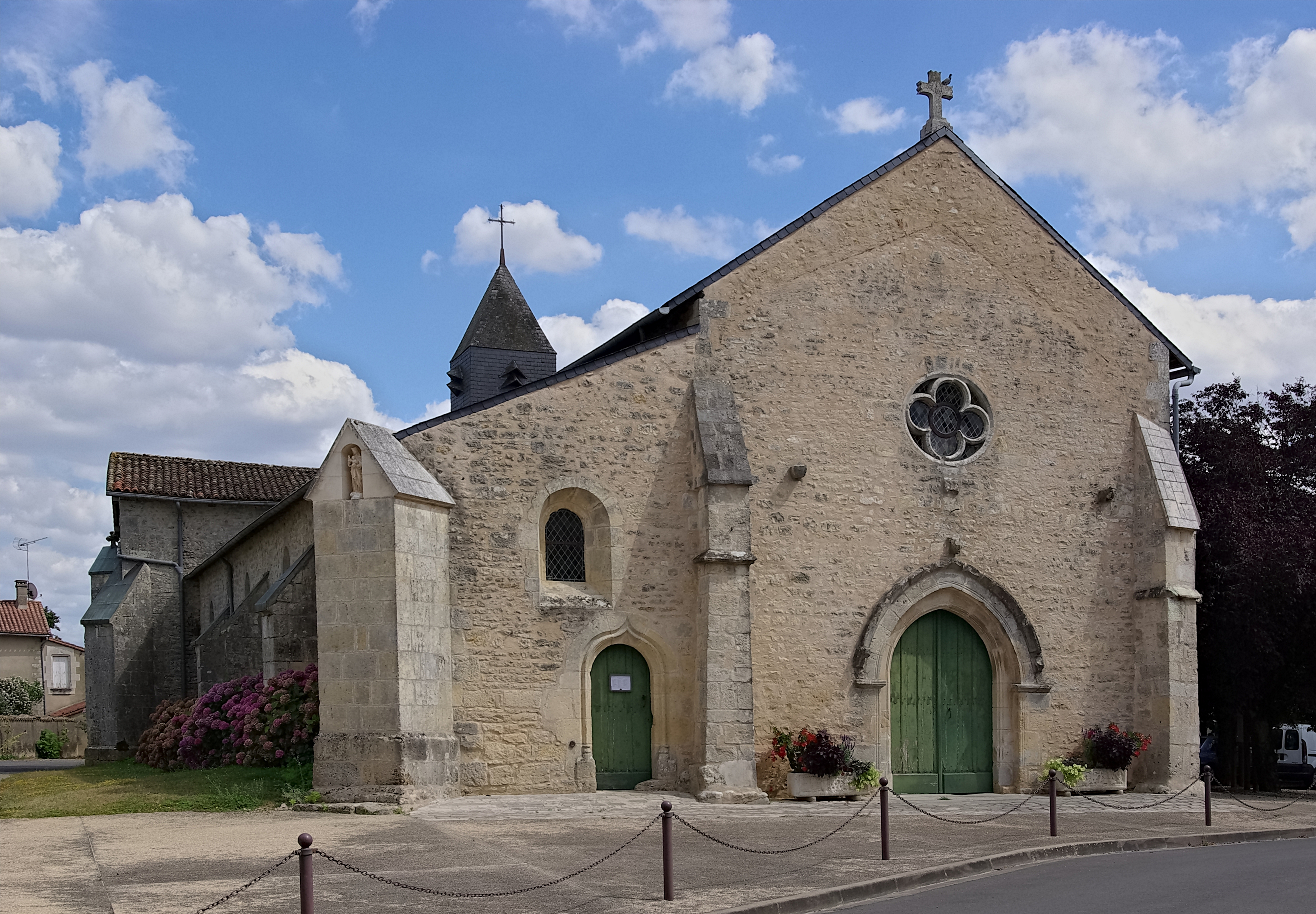
ロマーニュ
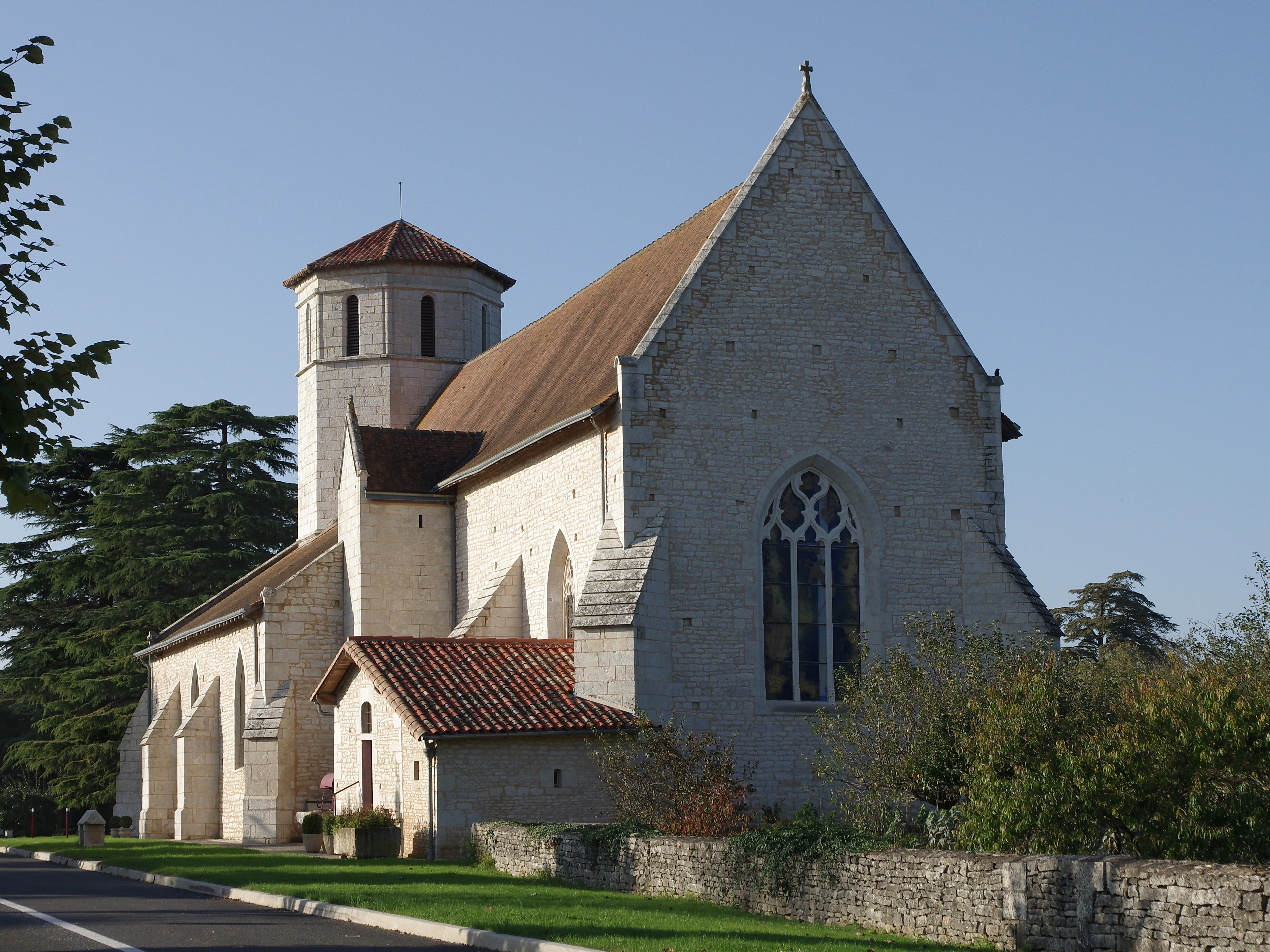
ブランゼ
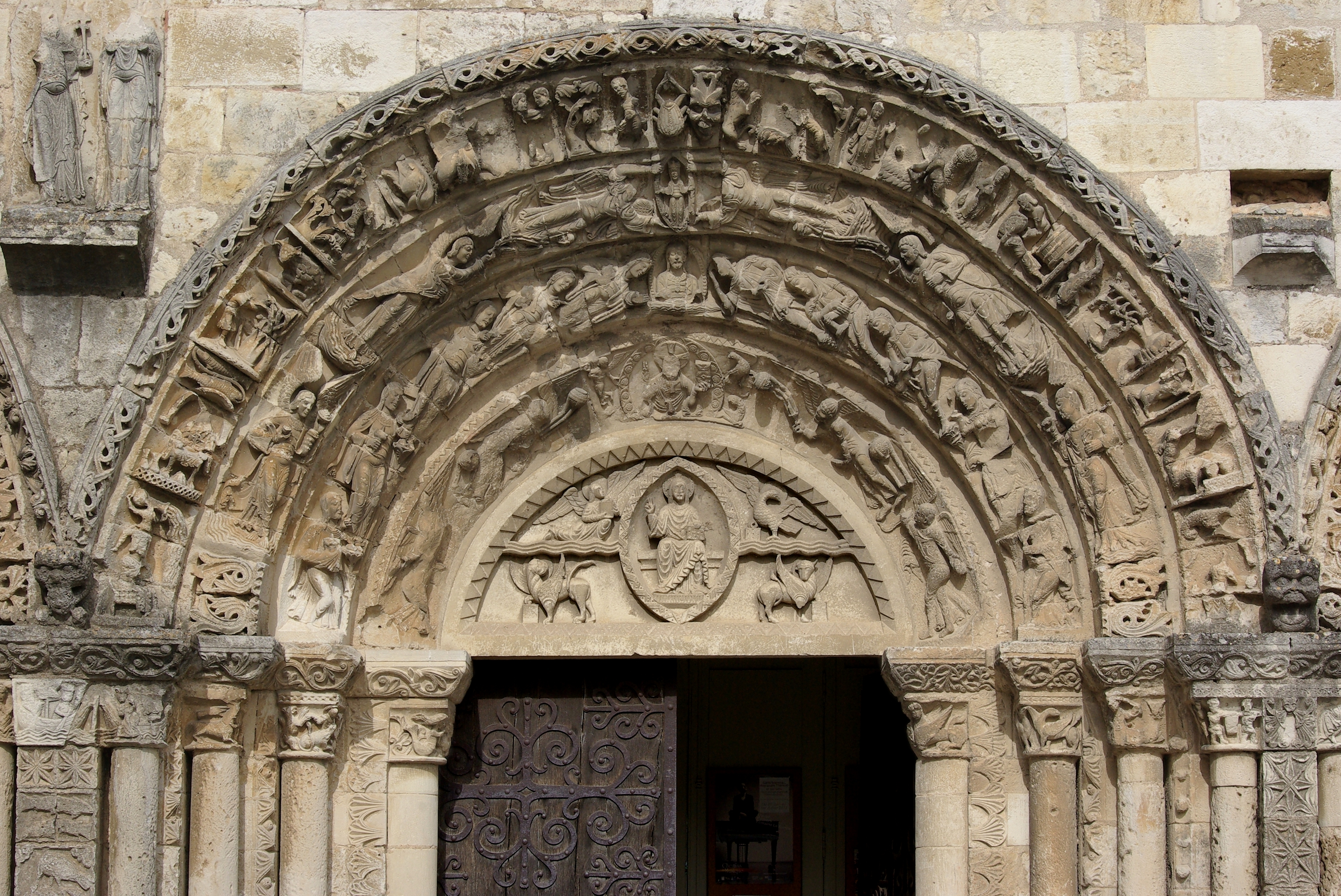
シヴレにある教会のティンパヌム

## 出身者
- モンテスパン侯爵夫人 - リュサック＝レ＝シャトー（フランス語版）生まれ